# San Girolamo della Carità (diaconia)
San Girolamo della Carità (in latino: Diaconia Sancti Hieronymi a Caritate in via Iulia) è una diaconia istituita da papa Paolo VI il 5 febbraio 1965 con la costituzione apostolica Cum antiquissimi tituli.
La diaconia insiste sulla chiesa di San Girolamo della Carità nel rione Regola.
Dal 25 novembre 2024 il titolo è vacante.

## Titolari
- Giulio Bevilacqua (25 febbraio 1965 - 6 maggio 1965 deceduto)
- Antonio Riberi, titolo pro illa vice (26 giugno 1967 - 16 dicembre 1967 deceduto)
- Paolo Bertoli (28 aprile 1969 - 5 marzo 1973 nominato cardinale presbitero di San Girolamo dei Croati)
- Pietro Palazzini (12 dicembre 1974 - 2 febbraio 1983); titolo pro illa vice (2 febbraio 1983 - 11 ottobre 2000 deceduto)
- Jorge María Mejía (21 febbraio 2001 - 21 febbraio 2011); titolo pro illa vice (21 febbraio 2011 - 9 dicembre 2014 deceduto)
- Miguel Ángel Ayuso Guixot, M.C.C.I. (5 ottobre 2019 - 25 novembre 2024 deceduto)